# پکیولیار (میزوری)
پکیولیار (به انگلیسی: Peculiar) یک شهر در ایالات متحده آمریکا است که در شهرستان کاس، میزوری واقع شده‌است. پکیولیار ۲۱٫۸۹ کیلومتر مربع مساحت و ۴٬۶۰۸ نفر جمعیت دارد و ۳۰۲ متر بالاتر از سطح دریا واقع شده‌است.